# Kompersion
Kompersion (från engelska compersion) eller lyckamedkänsla är en känsla av lycka som uppstår när en person upplever glädje när någon annan upplever glädje, lycka eller njutning. Det är en form av empati, glädjen över att någon älskad upplever något härligt i sitt liv. Det är ett emotionellt fenomen, och dessutom kan sexuell lyckamedkänsla (medtändning) förekomma.